# Nuoto ai Giochi della XVII Olimpiade - Staffetta 4x100 metri misti femminile
La competizione della staffetta 4x100 metri misti femminile di nuoto ai Giochi della XVII Olimpiade si è svolta nei giorni 30 agosto e 2 settembre 1960 allo stadio Olimpico del Nuoto di Roma.

## Programma
| Data        | Round      | Note                           |
| ----------- | ---------- | ------------------------------ |
| 30 agosto   | 2 Batterie | I migliori 8 tempi alla finale |
| 2 settembre | Finale     |                                |

## Risultati

### Batterie
| Pos. | Nazione       | Atleti                  | Tempo Indiv | Tempo  | Posizione |
| ---- | ------------- | ----------------------- | ----------- | ------ | --------- |
| 1    | Gran Bretagna | Sylvia Lewis            | 1'11"7      | 4'49"0 | 2         |
| 1    | Gran Bretagna | Anita Lonsbrough        | 1'21"0      | 4'49"0 | 2         |
| 1    | Gran Bretagna | Jean Oldroyd            | 1'13"2      | 4'49"0 | 2         |
| 1    | Gran Bretagna | Natalie Steward         | 1'03"1      | 4'49"0 | 2         |
| 2    | Stati Uniti   | Lynn Burke              | 1'10"3      | 4'49"3 | 3         |
| 2    | Stati Uniti   | Anne Warner             | 1'24"8      | 4'49"3 | 3         |
| 2    | Stati Uniti   | Carolyn Wood            | 1'10"5      | 4'49"3 | 3         |
| 2    | Stati Uniti   | Joan Spillane           | 1'03"7      | 4'49"3 | 3         |
| 3    | Germania      | Ingrid Schmidt          | 1'12"1      | 4'49"6 | 4         |
| 3    | Germania      | Ursula Küper            | 1'19"6      | 4'49"6 | 4         |
| 3    | Germania      | Bärbel Fuhrmann         | 1'13"1      | 4'49"6 | 4         |
| 3    | Germania      | Ursel Brunner           | 1'04"8      | 4'49"6 | 4         |
| 4    | Ungheria      | Magda Dávid             | 1'13"5      | 4'52"8 | 5         |
| 4    | Ungheria      | Klára Killermann-Bartos | 1'21"0      | 4'52"8 | 5         |
| 4    | Ungheria      | Márta Egerváry          | 1'15"7      | 4'52"8 | 5         |
| 4    | Ungheria      | Csilla Madarász         | 1'02"6      | 4'52"8 | 5         |
| 5    | Francia       | Rosy Piacentini         | 1'11"5      | 4'59"7 | 10        |
| 5    | Francia       | Michèle Pialat          | 1'23"6      | 4'59"7 | 10        |
| 5    | Francia       | Annie Caron             | 1'18"9      | 4'59"7 | 10        |
| 5    | Francia       | Héda Frost              | 1'05"7      | 4'59"7 | 10        |
| 6    | Italia        | Daniela Serpilli        | 1'19"4      | 5'04"4 | 11        |
| 6    | Italia        | Elena Zennaro           | 1'22"2      | 5'04"4 | 11        |
| 6    | Italia        | Anna Beneck             | 1'17"4      | 5'04"4 | 11        |
| 6    | Italia        | Paola Saini             | 1'05"4      | 5'04"4 | 11        |

| Pos. | Nazione          | Atleti            | Tempo Indiv | Tempo  | Posizione |
| ---- | ---------------- | ----------------- | ----------- | ------ | --------- |
| 1    | Paesi Bassi      | Ria van Velsen    | 1'11"1      | 4'47"4 | 1         |
| 1    | Paesi Bassi      | Ada den Haan      | 1'22"8      | 4'47"4 | 1         |
| 1    | Paesi Bassi      | Tineke Lagerberg  | 1'10"2      | 4'47"4 | 1         |
| 1    | Paesi Bassi      | Erica Terpstra    | 1'03"3      | 4'47"4 | 1         |
| 2    | Unione Sovietica | Larisa Viktorova  | 1'12"7      | 4'54"4 | 6         |
| 2    | Unione Sovietica | Ljudmila Korobova | 1'23"6      | 4'54"4 | 6         |
| 2    | Unione Sovietica | Valentina Poznjak | 1'13"0      | 4'54"4 | 6         |
| 2    | Unione Sovietica | Marina Šamal'     | 1'05"1      | 4'54"4 | 6         |
| 3    | Giappone         | Satoko Tanaka     | 1'11"2      | 4'54"5 | 7         |
| 3    | Giappone         | Yoshiko Takamatsu | 1'21"9      | 4'54"5 | 7         |
| 3    | Giappone         | Shizue Miyabe     | 1'15"7      | 4'54"5 | 7         |
| 3    | Giappone         | Yoshiko Satō      | 1'05"7      | 4'54"5 | 7         |
| 4    | Australia        | Gerganiya Beckitt | 1'15"3      | 4'55"7 | 8         |
| 4    | Australia        | Rosemary Lassig   | 1'20"6      | 4'55"7 | 8         |
| 4    | Australia        | Jan Andrew        | 1'16"7      | 4'55"7 | 8         |
| 4    | Australia        | Ilsa Konrads      | 1'03"1      | 4'55"7 | 8         |
| 5    | Canada           | Sara Barber       | 1'12"2      | 4'59"5 | 9         |
| 5    | Canada           | Judith McHale     | 1'26"4      | 4'59"5 | 9         |
| 5    | Canada           | Margaret Iwasaki  | 1'13"5      | 4'59"5 | 9         |
| 5    | Canada           | Mary Stewart      | 1'07"4      | 4'59"5 | 9         |
| 6    | Rhodesia         | Lynette Cooper    | 1'15"3      | 5'12"9 | 12        |
| 6    | Rhodesia         | Meg Miners        | 1'32"1      | 5'12"9 | 12        |
| 6    | Rhodesia         | Hillary Wilson    | 1'18"0      | 5'12"9 | 12        |
| 6    | Rhodesia         | Dottie Sutcliffe  | 1'07"5      | 5'12"9 | 12        |

### Finale
| Pos.    | Nazione          | Atleti                  | Tempo Indiv | Tempo  |
| ------- | ---------------- | ----------------------- | ----------- | ------ |
| Oro     | Stati Uniti      | Lynn Burke              | 1'09"0      | 4'41"1 |
| Oro     | Stati Uniti      | Patty Kempner           | 1'20"9      | 4'41"1 |
| Oro     | Stati Uniti      | Carolyn Schuler         | 1'08"9      | 4'41"1 |
| Oro     | Stati Uniti      | Chris von Saltza        | 1'02"3      | 4'41"1 |
| Argento | Australia        | Marilyn Wilson          | 1'13"9      | 4'45"9 |
| Argento | Australia        | Rosemary Lassig         | 1'20"1      | 4'45"9 |
| Argento | Australia        | Jan Andrew              | 1'10"6      | 4'45"9 |
| Argento | Australia        | Dawn Fraser             | 1'01"6      | 4'45"9 |
| Bronzo  | Germania         | Ingrid Schmidt          | 1'11"4      | 4'47"6 |
| Bronzo  | Germania         | Ursula Küper            | 1'19"3      | 4'47"6 |
| Bronzo  | Germania         | Bärbel Fuhrmann         | 1'11"8      | 4'47"6 |
| Bronzo  | Germania         | Ursel Brunner           | 1'05"1      | 4'47"6 |
| 4       | Paesi Bassi      | Ria van Velsen          | 1'11"2      | 4'47"6 |
| 4       | Paesi Bassi      | Ada den Haan            | 1'22"8      | 4'47"6 |
| 4       | Paesi Bassi      | Marianne Heemskerk      | 1'10"9      | 4'47"6 |
| 4       | Paesi Bassi      | Erica Terpstra          | 1'02"7      | 4'47"6 |
| 5       | Gran Bretagna    | Sylvia Lewis            | 1'11"9      | 4'47"6 |
| 5       | Gran Bretagna    | Anita Lonsbrough        | 1'21"0      | 4'47"6 |
| 5       | Gran Bretagna    | Sheila Watt             | 1'11"5      | 4'47"6 |
| 5       | Gran Bretagna    | Natalie Steward         | 1'03"2      | 4'47"6 |
| 6       | Ungheria         | Magda Dávid             | 1'14"2      | 4'53"7 |
| 6       | Ungheria         | Klára Killermann-Bartos | 1'21"0      | 4'53"7 |
| 6       | Ungheria         | Márta Egerváry          | 1'16"0      | 4'53"7 |
| 6       | Ungheria         | Csilla Madarász         | 1'02"5      | 4'53"7 |
| 7       | Giappone         | Satoko Tanaka           | 1'11"2      | 4'56"4 |
| 7       | Giappone         | Yoshiko Takamatsu       | 1'22"5      | 4'56"4 |
| 7       | Giappone         | Shizue Miyabe           | 1'17"1      | 4'56"4 |
| 7       | Giappone         | Yoshiko Satō            | 1'05"6      | 4'56"4 |
| 8       | Unione Sovietica | Larisa Viktorova        | 1'14"2      | 4'58"1 |
| 8       | Unione Sovietica | Ljudmila Korobova       | 1'24"5      | 4'58"1 |
| 8       | Unione Sovietica | Zinaida Beloveckaja     | 1'14"0      | 4'58"1 |
| 8       | Unione Sovietica | Marina Šamal'           | 1'05"4      | 4'58"1 |